# Грузовики (рассказ)
«Грузовики» (англ. Trucks) — рассказ в жанре хоррор американского писателя Стивена Кинга, впервые опубликованный в журнале «Cavalier» в 1973 году. В 1978 году рассказ вошёл в авторский сборник «Ночная смена».

## Сюжет
Через орбиту земли пролетает комета «Ри-М», которая глобально влияет на землю — все компьютеры, газонокосилки, электро-ножи, насосы, грузовики вышли из строя. Насосы перестали качать воду, электро-ножи режут домохозяек, а газонокосилки косят людей. Особую агрессивность проявляют грузовики, которые убивают каждого, кто решит встать у них на пути. Группа выживших укрывается в здании бензозаправочной станции. Вокруг здания непрерывно кружат грузовики, когда один из выживших, коммивояжёр, пытается бежать, грузовик сбивает его в дренажную канаву.  Он не умер, но он еле живой. Главный герой и парень идут помочь ему, но обнаруживают его уже мёртвым.
На следующий день приезжают к заправочной станции военный джип и бульдозер. Джип сигналит на азбуке Морзе что грузовикам нужен бензин или заправка будет уничтожена, один из выживших, знавший «морзе», переводит. Выжившие решают заправить их. Грузовики всё прибывают и прибывают. Главный герой не хочет прожить рабом для машин и думает, что у грузовиков нет способности размножаться и через несколько лет они заглохнут и заржавеют. Над заправкой пролетают два самолета и главный герой мечтает «Если бы я мог поверить, что в креслах пилотов сидят люди».

## Экранизация
- «Максимальное ускорение» (англ. Maximum Overdrive)  —  фильм 1986 года был поставлен самим писателем Стивеном Кингом
- «Зона 51»[2](англ. Trucks) — фильм 1997 года, режиссера Криса Томсона.